# Mammuthus africanavus
El mamut africano (Mammuthus africanavus) es una especie extinta de mamífero proboscídeo de la familia Elephantidae propia del norte de África; de hecho, su nombre científico, Mammuthus africanavus, significa "mamut antepasado africano". Aunque su origen es africano, ni  Mammuthus africanavus ni sus descendientes estaban estrechamente relacionados con el elefante africano. Su linaje se separó de los elefante asiático hace aproximadamente 5 millones de años, a principios del Zancliense. Apareció por primera vez hace unos 4,8 millones de años durante el Plioceno, y se han encontrado fósiles en Chad, Libia, Marruecos y Túnez. Era relativamente pequeño y se considera el ancestro directo de M. meriodionalis, aunque sus colmillos divergían más ampliamente de su cráneo que las especies posteriores de mamut.